# Norbert Diezinger
Norbert Diezinger (* 1952 in Bamberg) ist ein deutscher Architekt.

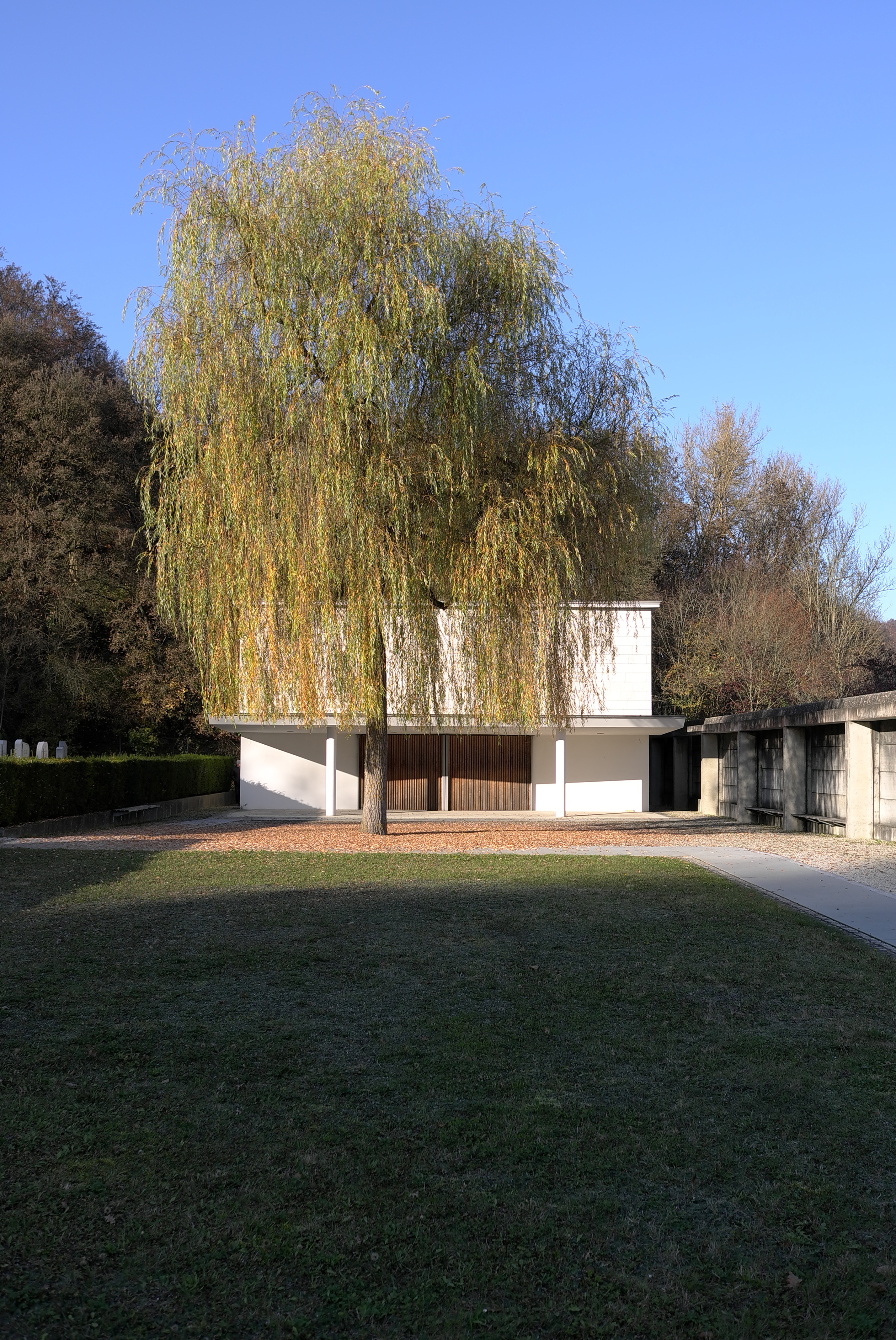
Aussegnungshalle, Enkering

## Werdegang
Norbert Diezinger studierte Architektur an der Universität Stuttgart und arbeitete von 1982 bis 1988 im Diözesan- und Universitätsbauamt Eichstätt unter der Leitung von Karljosef Schattner. 1987 eröffnete er ein Architekturbüro in Eichstätt und zwischen 1988 und 1993 arbeitete er mit Hans Jürgen Reeg zusammen. 1990 wurde Gerhard Kramer Büropartner, beide firmierten als Diezinger & Kramer. Seit 2011 führt Diezinger das Büro mit Partnern in Eichstätt und Regensburg. Norbert Diezinger ist Mitglied im Bund Deutscher Architekten.

## Bauten

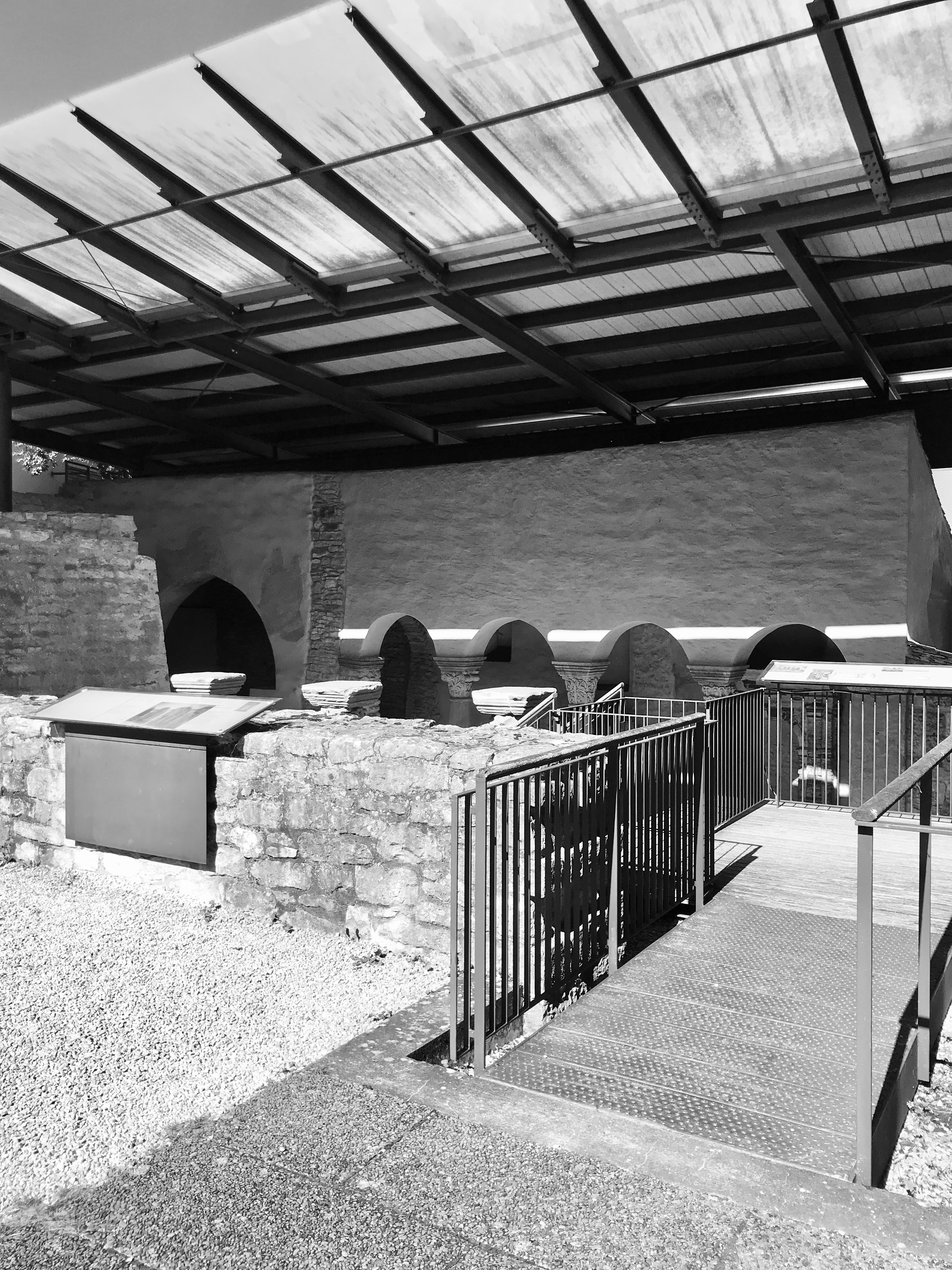
Schutzdach Solabasilika, Solnhofen

als Mitarbeiter von Diözesanbaumeister Karljosef Schattner:

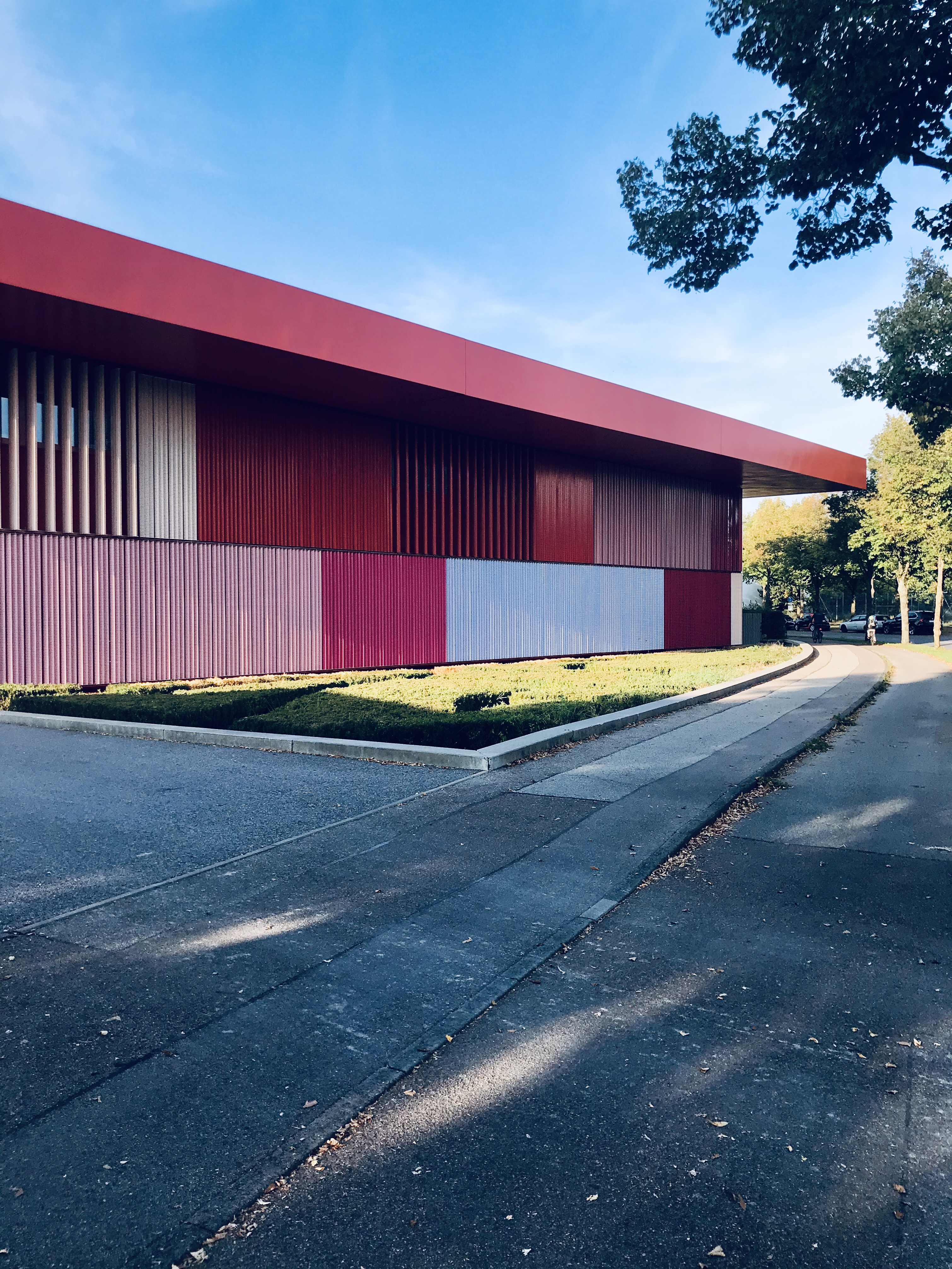
Lern-Ausbildungszentrum, Ingolstadt

- 1981–1984 Collegium Willibaldinum, Eichstätt[3]
- 1985–1988: Waisenhaus, Eichstätt

als Partner der Architektengemeinschaft Diezinger & Kramer:
- 1992: Wohnhaus, Eichstätt
- 1992: Staatliche Berufsschule Weißenburg[4] mit Hans Jürgen Reeg
- 1993: 2. Preis – Caritas-Pirckheimer-Haus, Eichstätt[5]
- 1993: Wohnanlage, Eichstätt
- 1994: Studentenwohnanlage Freiwasser, Eichstätt
- 1994: Pfarrzentrum – St. Marien, Gunzenhausen[6][7]
- 1997: Schutzdach Solabasilika, Solnhofen
- 1998: Friedhof Enkering, Kinding[8]
- 2000: Wohnanlage, Ingolstadt
- 2000: Künstleratelier Lang, Eichstätt[9]
- 2002: Grund- und Förderschule, Beilngries
- 1999–2002: Sonderpädagogisches Förderzentrum Eichstätt[10] mit Lichtplaner Walter Bamberger[11]
- 2001–2004: Umbau Caritas Seniorenheim St. Elisabeth, Eichstätt (1970 von Karljosef Schattner)[12]
- 2004: Deutsche Schule Prag
- 2006: Förderschule Winnenden
- 2006: Imma-Mack-Realschule, Eching[13][14]
- 2006: Grundschule Eitensheim
- 2006: Lern-Ausbildungszentrum, Ingolstadt[15]
- 2006: Kläranlage Eichstätt
- 2006: Villa Remy, Konstanz
- 2006: Imma-Mack-Realschule Eching[16][17]
- 2006: Lern- und Ausbildungszentrum, Ingolstadt[18] mit Johann Grad und Landschaftsarchitekt Wolfgang Weinzierl
- 2008: Erweiterung des Heilig Geist Spital Eichstätt[19]
- 2011: Erweiterung des Gabrieli-Gymnasium Eichstätt[20] mit Lichtplaner Walter Bamberger[21]
- 2011: Umbau Caricatura Museum für Komische Kunst
- 2011: Realschule, Dachau[22]
- 2012: Umbau Historisches Museum Frankfurt

als Partner der Architektengemeinschaft „Diezinger Architekten“:
- 2015: Wohnheim St. Vinzenz, Ingolstadt[23]
- 2012–2016: Umbau und Erweiterung Evangelisches Pfarramt, Illertissen mit Hans-Ludwig Haushofer
- 2014–2018: Dietrich-Bonhoeffer-Kirche, Kösching[24]
- 2019: Rathaus, Dorfen[25]
- seit 2016: Wohnanlage, Ingolstadt[26]

## Auszeichnungen und Preise
- 1993: BDA-Preis Bayern für Erweiterung Berufsschule[27]
- 2001: BDA-Preis Bayern für Künstleratelier, Eichstätt[28]
- 2002: Anerkennung – Gestaltungspreis der Wüstenrot Stiftung für Sonderpädagogisches Förderzentrum, Eichstätt[29]
- 2005: Anerkennung – Deutscher Architekturpreis für Lern- und Ausbildungszentrum, Ingolstadt
- 2013: Vorstellung von Sanierung & Umbau Historisches Museum Frankfurt in Best Architects 14[30]
- 2013: BDA-Preis Hessen für Sanierung & Umbau Historisches Museum, Frankfurt[31]
- 2013: Gestaltungspreis der Stadt Dachau für Realschule, Dachau
- 2021: Hauptpreis – Deutscher Ziegelpreis für das Rathaus, Dorfen[32]

## Ehemalige Mitarbeiter
- Gilberto Botti
- Richard Breitenhuber

## Vorträge
- 2019: Kunstverein Ingolstadt, Norbert Diezinger über Karljosef Schattner[33]